# Shriman Maharaj
Shriman Tapasviji Maharaj foi um asceta e iogue que teria vivido por 185 anos. Maharaj foi o divulgador de um antigo e secreto processo de rejuvenescimento aiurvédico chamado Kaya-Kalpa.